# Erysimum rhodium
Erysimum rhodium là một loài thực vật có hoa trong họ Cải. Loài này được Snogerup mô tả khoa học đầu tiên năm 1967.